# Trójka Live!
Trójka Live! — концертный альбом польской рок-группы Republika, записанный во время концерта на Третьем Канале Польского Радио (пол. Program Trzeci Polskiego Radia) в День святителя Николая — 6 декабря 1998 года. В 2007 году альбом был выпущен в качестве бесплатного приложения к газете Rzeczpospolita.
Альбом включает самые известные хиты группы и все трерки из альбома Masakra.
Альбом занял 38 место в списке самых продающихся альбомов по статистике ZPAV (Польский Союз Производителей Аудио — Видео).

## Список композиций[6]
1. Введение журналиста Пётра Качковского (пол. Piotr Kaczkowski) — 1:22
2. «13 cyfr» — 5:43
3. «Masakra» — 3:52
4. «Odchodząc» — 4:40
5. «Sado-maso piosenka» — 4:18
6. «Raz na milion lat» — 5:36
7. «Mamona» — 3:31
8. «Kombinat» — 3:32
9. «Koniec czasów» — 4:53
10. «Śmierć w bikini» — 4:38
11. «Telefony» — 4:23
12. «Biała flaga» — 4:56
13. «Nieustanne tango» — 5:27
14. «Tak, tak… to ja» — 4:34
15. «Tak długo czekam (Ciało)» — 6:23

- Слова всех песен — Гжегож Цеховский
- Песня «Tak, tak… to ja» происходит из репертуара «Гражданина Г. Ц.» (пол. Obywatel G.C.), сольного творчества лидера группы, которая стала настолько популярной, что часто исполнялась на концертах группы[7].

## Участники концерта
- Гжегож Цеховский (пол. Grzegorz Ciechowski) — вокал, клавишные инструменты, флейта
- Збигнев Кживаньский (пол. Zbigniew Krzywański) — гитара, вокал
- Лешек Бёлик (пол. Leszek Biolik) — бас-гитара, вокал
- Славомир Цесельский (пол. Sławomir Ciesielski) — барабаны, вокал

А также
- Пётр Качковский (пол. Piotr Kaczkowski) — введение[8]